# Esa di Bernicia
Esa di Bernicia (conosciuto anche come Oesa; 430 – 516) è stato il padre di Eoppa, a sua volta padre di Ida, primo Re di Bernicia. 
La Cronaca anglosassone afferma che era figlio di Ingwy (o Ingui) e nipote di Agenwit.
Ha probabilmente portato il suo popolo dalla regione di Angeln.  In alcune fonti storiche viene considerato come figlio di Ethelbert.